# Joakim Balmy
Joakim Balmy (Mantes-la-Jolie, 17 september 1997) is een Frans voetballer van Algerijnse afkomst die als verdediger speelt.

## Carrière
Joakim Balmy speelde van 2015 tot 2018 voor de reserves van OGC Nice in de Championnat de France amateur, en na de naamswijziging in 2017 in de Championnat National 2. In het seizoen 2016/17 zat hij enkele wedstrijden op de bank bij het eerste elftal van OGC Nice, maar kwam hier niet in actie. In de winterstop van 2017/18 vertrok hij transfervrij naar Telstar. Balmy debuteerde voor Telstar op 9 februari 2018, in de met 3-3 gelijkgespeelde thuiswedstrijd tegen Jong Ajax. Hij kwam in de 55e minuut in het veld voor Shaquill Sno. In januari 2019 beëindigde zijn samenwerking met de Witte Leeuwen. Eind februari vervolgde hij zijn loopbaan in Bulgarije bij Tsjerno More Varna. Hij kwam tot één korte invalbeurt in de thuiswedstrijd tegen Levski Sofia en verliet de club medio 2019. In oktober van dat jaar vervolgde Balmy zijn loopbaan bij Étoile FC Fréjus Saint-Raphaël dat uitkomt in het Championnat National 2. Sinds 2021 speelt hij voor Olympique Alès.

### Statistieken
| Seizoen                         | Club                         | Land           | Competitie     | Competitie | Competitie | Beker | Beker | Internationaal | Internationaal | Totaal | Totaal |
| Seizoen                         | Club                         | Land           | Competitie     | Wed.       | Dlp.       | Wed.  | Dlp.  | Wed.           | Dlp.           | Wed.   | Dlp.   |
| ------------------------------- | ---------------------------- | -------------- | -------------- | ---------- | ---------- | ----- | ----- | -------------- | -------------- | ------ | ------ |
| 2015/16                         | OGC Nice B                   | Frankrijk      | CFA            | 7          | 1          | –     | –     | –              | –              | 7      | 1      |
| 2016/17                         | OGC Nice B                   | Frankrijk      | CFA            | 19         | 0          | –     | –     | –              | –              | 19     | 0      |
| 2016/17                         | OGC Nice                     | Frankrijk      | Ligue 1        | 0          | 0          | 0     | 0     | 0              | 0              | 0      | 0      |
| 2017/18                         | OGC Nice B                   | Frankrijk      | CN2            | 8          | 0          | –     | –     | –              | –              | 8      | 0      |
| 2017/18                         | Telstar                      | Nederland      | Eerste divisie | 1          | 0          | 0     | 0     | –              | –              | 1      | 0      |
| 2018/19                         | Telstar                      | Nederland      | Eerste divisie | 0          | 0          | 0     | 0     | –              | –              | 0      | 0      |
| 2018/19                         | Tsjerno More Varna           | Bulgarije      | Parva Liga     | 1          | 0          | 0     | 0     | –              | –              | 1      | 0      |
| 2019/20                         | Étoile FC Fréjus St.-Raphaël | Frankrijk      | CN2            | 7          | 0          | 1     | 0     | –              | –              | 8      | 0      |
| 2021/22                         | Olympique Alès               | Frankrijk      | CN3            | 2          | 0          | 0     | 0     | –              | –              | 2      | 0      |
| Carrièretotaal                  | Carrièretotaal               | Carrièretotaal | Carrièretotaal | 45         | 1          | 1     | 0     | 0              | 0              | 46     | 1      |
| Bijgewerkt op 15 september 2021 |                              |                |                |            |            |       |       |                |                |        |        |